# BugGuide
BugGuide (ou BugGuide.Net), que é um site e comunidade online de naturalistas, amadores e profissionais, que compartilham observações de insetos, aranhas e outras criaturas. O website é composto de páginas de guia informativa e muitos milhares de fotografias de artrópodes dos Estados Unidos e Canadá , que são utilizados para a identificação e investigação. O website não comercial é hospedado pela Universidade Estadual de Iowa, Departamento de Entomologia. O BugGuide foi concebido pelo fotógrafo Troy Bartlett em 2003 e desde 2006 tem sido mantido pelo Dr. John VanDyk, Adjunto, Professor Assistente de Entomologia e Analista de Sistemas senior na Universidade de Estado de Iowa. O site tem sido reconhecido por ajudar a mudar a percepção do público de insetos.
De acordo com VanDyk, o BugGuide tinha mais de 809 milhões de visitas em 2010, com uma média de cerca de 26 acessos por segundo. Ele também afirmou que no início de 2011, o website consistiu quase a 34 000 páginas escritas, representando cerca de 23% do número estimado de espécies de insetos na América do Norte. Em abril de 2012, o guia ultrapassou 500 000 mil fotos. em outubro de 2014, BugGuide tinha 30 774 espécies páginas e 48 572 total de páginas, com mais de 808 718 imagens apresentados por mais de 27 846 contribuintes. Em 22 de setembro de 2014, BugGuide superou 1 000 000 de páginas (a maioria dos quais são fotografias).
As fotos publicadas têm contribuído para ou resultaram em diversas publicações científicas. Uma grande proporção de imagens em destaque de um atlas de vespas são creditados aos contribuintes para BugGuide. BugGuide fotografias de ter detectado um novo estado de registos de invasoras, de pragas de formigas e besouros.
O geólogo e a coletor de traças Richard Wilson disse sobre o site, "O website BugGuide é muito útil para qualquer pessoa encontrar um inseto e se uma fotografia pode ser tirada ele é muito interativo para conseguir identifica-los."
De acordo com a autora Margarida Barata de jardinagem, "O website é o lugar onde os naturalistas, de todos os níveis de compartilhamento de fotos de insetos, aranhas e seus parentes" para fomentar o entusiasmo e expandir a base de conhecimento sobre estes muitas vezes deixados de lado (e como BugGuide, muitas vezes criticado') criaturas."
De acordo com o próprio site, BugGuide.net foi responsável pela identificação de 11 novas, não descritas anteriormente espécies de meados de 2014. Além disso, 12 espécies novas para o Hemisfério Ocidental, foram identificadas pela primeira vez através do site; outro sete novos para a América do Norte; e inúmeros novos registos por país (principalmente Estados Unidos) e state/county avistamentos.